# イースタン・プロヴィンス・エレファンツ
イースタン・プロヴィンス・エレファンツ（英: Eastern Province Elephants）は、南アフリカ共和国の東ケープ州ポート・エリザベスを拠点とするラグビーユニオンチーム。カリーカップに所属。

## 概要
南アフリカに14あるラグビーユニオン地域協会の1つ、東部州（Eastern Province）協会の代表チーム。ウェスタン・プロヴィンス、グリクアズに次いで同国で3番目に古い歴史を有する。
東部州協会は東ケープ州西部地域を管轄している。かつてスーパーラグビー、プロ14に参戦していたサザン・キングス（2020年に解散）の母体でもあった。
同じ東ケープ州を拠点とするボーダー・ブルドッグスとはライバル関係にある。

## 歴史
1888年、当時のイギリス領ケープ植民地にイースタン・プロヴィンス（東部州協会）として創設。
1889年、カリーカップの前身となる地域協会の代表チームによる全国大会「ボードトロフィー（Board Trophy）」がキンバリーで開催され、ウェスタン・プロヴィンス、グリクアランド・ウェスト、トランスヴァールと共に参加。
1994年、スーパーラグビーの前身大会となるスーパー10に出場。
1999年、イースタン・プロヴィンスからマイティー・エレファンツ（Mighty Elephants）に改称。
スーパーラグビーなどの国際大会に参加することを目的に創設された東部州協会のフランチャイズ「サザン・キングス」とのブランド統一のため、2010年にイースタン・プロヴィンス・キングス（Eastern Province Kings）に改称。
2018年、イースタン・プロヴィンス・エレファンツに改称。

## タイトル
2022年7月現在
- カリーカップ・ファーストディビジョン（2部）
  - 優勝 2回：2010, 2012

## 歴代所属選手
- コンラッド・マライス
- ヤコ・エンゲルス
- ラウル・ラーソン
- クリュザンダー・ボタ
- ジャック・ポトヒエッター
- シェーン・ゲイツ（ 日本代表）
- エスピー・マレー
- リニーア・ベルナルド
- デーヴィッド・ブルブリング
- シビウェ・ソイズワピ
- ポール・ペレズ
- ヴィンピー・ファンデルヴァルト（ 日本代表）
- ティム・アガバ（ 7人制南アフリカ代表）
- ハドリー・パークス（ ウェールズ代表）
- ポール・スクーマン
- セルウィン・デービズ
- タイラー・ポール
- シルヴィアン・マフーザ
- ヨハン・トロンプ
- アルシノ・アイザックス
- JC・フレイリング
- トマス・レオナルディ